# Hołyń (gmina)
Hołyń – dawna gmina wiejska w powiecie kałuskim województwa stanisławowskiego II Rzeczypospolitej. Siedzibą gminy był Hołyń.
Gminę utworzono 1 sierpnia 1934 r. w ramach reformy na podstawie ustawy scaleniowej z dotychczasowych gmin wiejskich: Dołhe Kałuskie, Hołyń, Kadobna, Kropiwnik, Pójło, Siwka Kałuska, Tużyłów i Ugartsthal.
Po II wojnie światowej obszar gminy znalazł się w ZSRR.